# ホモ接合型
ホモ接合型（ホモせつごうがた、英: homozygous）またはホモ接合体、同型接合体は、遺伝学において、二倍体生物のある遺伝子座が AA , BB , aa , bb などのように同一の対立遺伝子をもつ個体のことである。また、この状態を「ホモ接合である」という。
これに対し Aa , Bb などのように同一でない対立遺伝子をもつ個体はヘテロ接合型（またはヘテロ接合体、異型接合体）といい、この状態を「ヘテロ接合である」という。